# Simón López García
Simón López García (Yetas, Nerpio, 11 de abril de 1744-Valencia, 3 de septiembre de 1831) fue un eclesiástico español, que llegó a ser arzobispo de Valencia.

## Biografía
Nació en Yetas, Nerpio, por entonces delimitado en Murcia, aunque hoy se encuentra en el sur de la provincia de Albacete. Estudió gramática y retórica en el colegio de Caravaca de la Cruz, y filosofía y teología en Murcia. Ingresó en la Congregación del Oratorio de San Felipe Neri (oratorianos), para poder dedicarse mejor a la enseñanza y la caridad y tradujo al castellano varias obras de tema religioso. Fue amigo del beato Diego José de Cádiz y asistió a los apestados de 1804 en Cartagena. Miembro de la Sociedad de Amigos del País de Murcia, fue elegido diputado en las Cortes de Cádiz, pero se reveló antiliberal y cerril en la defensa de los derechos de la Iglesia. Fernando VII lo propuso en 1814 para obispo de Panamá, pero el 18 de diciembre de 1816 fue preconizado para el de Orihuela, y se consagró como tal en la iglesia del Oratorio de Valencia, hoy parroquia de Santo Tomás Apóstol, el 6 de enero de 1816, por el arzobispo Veremundo Arias Teixeiro. Durante el Trienio Liberal (1820-1823) se negó a acatar la Constitución de 1812 (rechazó el decreto del 12 de abril de 1820 que mandaba explicar la Constitución en las iglesias) y fue desterrado de la península; se estableció en Roma, donde el papa Pío VII lo nombró "prelado doméstico" o asistente al solio pontificio, y noble romano. 

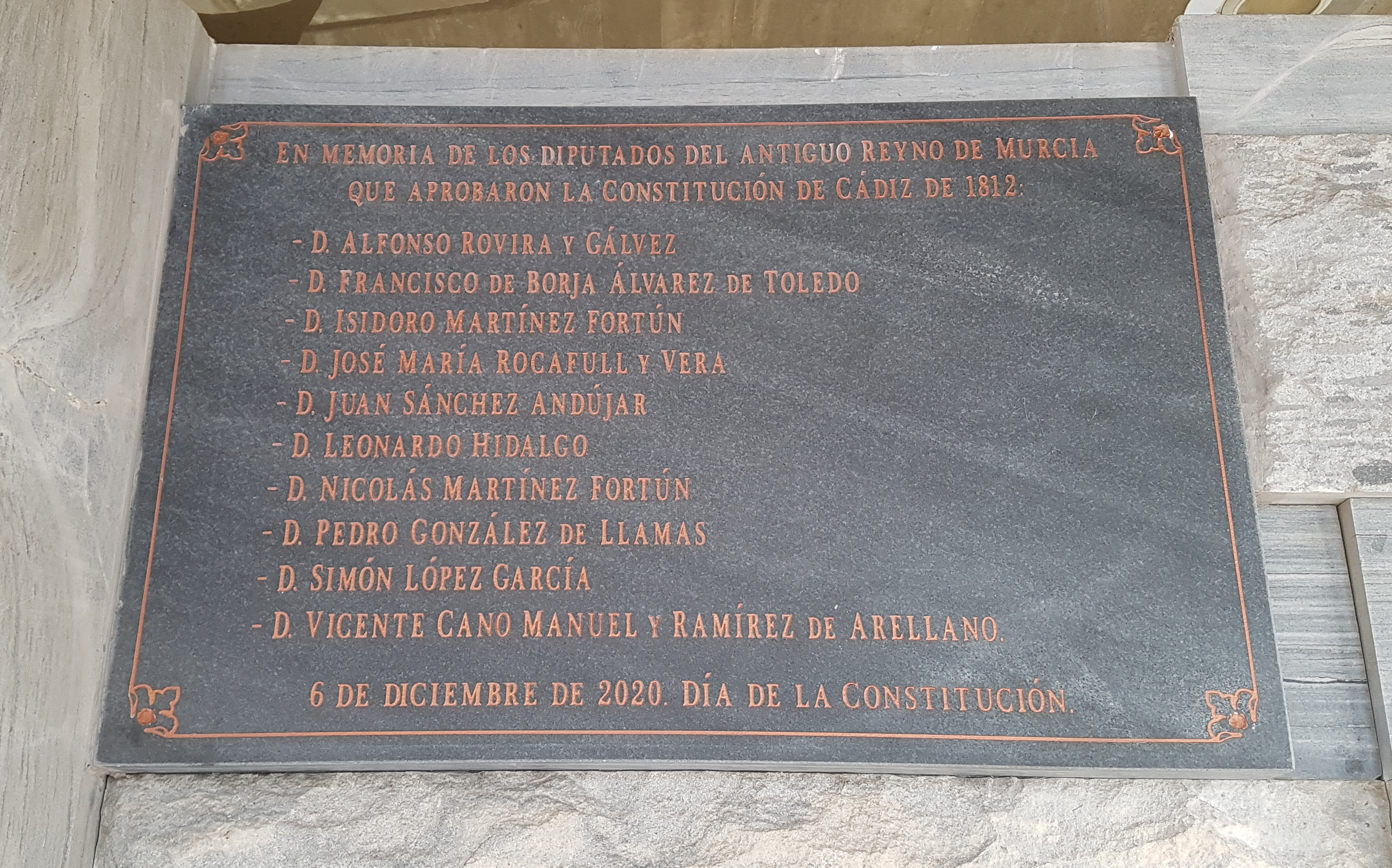
Placa en recuerdo de varios diputados del Reino de Murcia en las Cortes de Cádiz en la que aparece el nombre de Simón López García

En 1823 regresó y recibió la cruz de la Orden de Carlos III. Aunque se dice que escribió un manual dirigido a los cuidados enfermeros llamado Directorio de enfermeros y artífice de obras de caridad para curar las enfermedades del cuerpo, resaltando actividades de cuidado, administración, docencia e investigación, esta obra la hizo en realidad un enfermero y cirujano sangrador del siglo XVII del mismo nombre, Simón López, que atendía los hospitales de Valladolid y Salamanca; la escribió en 1668 y seguramente quedó manuscrita a causa de la censura. Asesinó en la horca a un maestro en 1826 y votó en contra de la supresión de la Inquisición. El papa León XII lo designó arzobispo de Valencia el 27 de septiembre de 1824 y el 16 de noviembre delegó al canónigo José  Urrutia para que en su nombre tomara posesión del mismo, en el que hizo su entrada el día 23; contaba ochenta años de edad, pese a lo cual inició la visita pastoral de la diócesis y redactó frecuentes pastorales previniendo sobre los peligros de las nuevas ideas liberales y laicas. Pagó las obras de la sacristía y de la capilla de las reliquias (hoy sala capitular) de la Catedral de Valencia y mandó levantar el convento de carmelitas de Corpus Christi y el Colegio de sacerdotes misioneros de San Vicente de Paúl de Monteolivete, en Valencia. Protegió el Hospital General, el Seminario Conciliar, la Universidad Literaria, Casa de Misericordia y Beneficencia, y los conventos de los religiosos agustinos y franciscanos. En 1827 envió, con ocasión de la Visita "Ad limina" a Roma, interesantes datos de la historia de aquella época, que hay que tener en cuenta a la hora de realizar estudios de aquellos tiempos. Reprimió con mano de hierro los excesos y contestaciones y cualquier brote de heterodoxia que pudiera haber, creando en el verano de 1824 la Junta de Fe que sustituía a la extinguida Inquisición y que ejecutó en la horca bajo su presidencia en 1826 al maestro librepensador de Ruzafa Cayetano Ripoll, la considerada última víctima mortal de la Inquisición, por no quitarse el sombrero ante el Viático, en el fondo por heterodoxia. Falleció el 3 de septiembre de 1831. Fue inhumado en la actual capilla de San José, entonces de San Miguel y San Pedro Pascual, de la Catedral de Valencia.
Escribió, entre otras obras, Despertador cristiano político (Murcia, s. a.), contra los masones, y Dictamen... en la discusión del informe sobre la incompatibilidad del Santo Tribunal de la Fe con la Constitución, Valencia, 1813; Pantoja o resolución histórica teológica de un caso de moral sobre comedias (Murcia, 1814).